# Tommaso da Capua
Tommaso Eboli o Evoli, meglio noto come Tommaso da Capua (Capua, prima del 1185 – Anagni, agosto 1239), è stato un cardinale, diplomatico e letterato italiano.
Fu arcivescovo eletto di Napoli dal 1215 al 1216 e poi cardinale fino alla sua morte. Amministrò la diocesi di Albano tra il 1218 e il 1222 e fu legato pontificio nel Regno d'Italia dal novembre 1236 all'ottobre 1237. Fu il più importante negoziatore per conto di papa Gregorio IX con l'imperatore Federico II tra il 1227 e il 1237.
Tommaso era notaio e funzionario di lunga data della Cancelleria Apostolica e della Penitenzieria Apostolica. Scrisse poesie e manuali di stile in latino e 700 delle sue lettere sono state conservate. Fu uno dei primi patroni degli ordini mendicanti.

## Biografia

### Famiglia
Tommaso nacque non più tardi del 1185, dato che l'età canonica minima per un vescovo era di trent'anni, e fu registrato come vescovo eletto nel febbraio 1215. Le sue stesse lettere e la cronaca di Riccardo di San Germano indicano che fosse originario di Capua, nel Regno di Sicilia. Di sua madre non si sa nulla, mentre suo padre Ebolo è definito signore (dominus). Una lettera di papa Innocenzo IV del 14 novembre 1245 attesta che Tommaso apparteneva alla famiglia nobile degli Eboli, che possedeva diversi terreni in Terra di Lavoro. Come dimostrato da Scipione Ammirato, il nome della famiglia deriva dal fondatore Ebulus, padre di Tommaso, e non dalla città di Eboli. In passato Tommaso venne a volte erroneamente considerato il nipote di papa Onorio III della famiglia romana dei Savelli oppure un membro della famiglia degli Archiepiscopis.

Stemma della famiglia d'Eboli, cui Tommaso apparteneva

Il fratello di Tommaso, Pietro, era giustiziere di Terra di Lavoro. Il figlio di Pietro, Marino, era un funzionario imperiale nei regni d'Italia e di Sicilia. Altri due nipoti, Giovanni e Marino, divennero cappellani papali e il secondo dei due divenne vice cancelliere pontificio nel 1244. Anche altri parenti, come Enrico da Eboli e Rainaldo de Guasto, furono funzionari imperiali. Gli Eboli erano imparentati anche con i Filangieri e i d'Aquino.

### Istruzione e inizio carriera
Tommaso frequentò la scuola della cattedrale di Capua. Prese gli ordini minori a Napoli e gli fu concesso un canonicato a Capua. Studiò diritto civile e canonico all'Università di Vicenza dopo la sua fondazione nel 1204. Il 25 luglio 1209 è menzionato tra i syndici e procuratores dell'università con il titolo di dominus. Papa Innocenzo III lo nominò suddiacono pontificio e notaio della Cancelleria Apostolica, con cui ottenne anche il titolo di magister (titolo non legato ad un diploma universitario, che sembra non aver mai conseguito, e usato solo a partire dal 1216).
Alla corte papale di Roma, Tommaso si unì alla cerchia di Pelagio Galvani, cardinale dal 1213. È attraverso questo collegamento che Tommaso trovò posto nel testamento di Maria di Montpellier, regina d'Aragona, che gli lasciò un'eredità alla sua morte nell'aprile del 1213.
Nel febbraio 1215 Tommaso fu eletto arcivescovo di Napoli. A quel tempo era il vice cancelliere de facto della cancelleria pontificia. Non partì tuttavia per la città partenopea, ma rimase a Roma, forse su richiesta di Innocenzo III, dove partecipò al Concilio Lateranense IV nel novembre dello stesso anno. Alla fine di febbraio o all'inizio di marzo del 1216 fu nominato cardinale diacono di Santa Maria in Via Lata e qualche mese dopo fu promosso a cardinale presbitero di Santa Sabina. A questo punto rinunciò all'episcopato, rimanendo a capo della Cancelleria fino alla morte di Innocenzo III, nel luglio 1216.

### Cardinale e diplomatico
Tra il 1218 e il 1222 Tommaso amministrò la diocesi di Albano mentre il cardinale Pelagio era assente per la quinta crociata. Nel 1219 Onorio III lo mise a capo della Penitenzieria Apostolica e lo fece anche giudice delegato pontificio. Guglielmo il Bretone, nella sua Philippide, lo ritrae nel 1223 mentre ascolta le confessioni e concede l'assoluzione come se fosse il papa in persona. Gilles de Pontoise e il Chronicon Turonense lo ritraggono in modo simile. Salimbene de Adam lo definisce «il miglior oratore della corte [papale]».
In questi anni Domenico di Guzmán si trasferì presso la basilica di Santa Sabina dove interagì con Tommaso, che divenne uno dei primi sostenitori dell'Ordine domenicano, intervenendo in suo favore nel Regno di Sicilia. Nel 1222, dopo la morte di Domenico, Onorio III donò la chiesa di Santa Sabina al suo successore, Giordano di Sassonia, rafforzando il legame di Tommaso con l'ordine. Tommaso diede sostegno anche ai francescani ed era in contatto con Elia da Cortona.
Nel 1227 il clero del Regno di Gerusalemme richiese Tommaso come proprio patriarca, ma il neoeletto papa Gregorio IX respinse la richiesta. Nel dicembre 1227 Gregorio IX inviò Tommaso e il cardinale Ottone da Tonengo a Foggia per negoziare con Federico II, imperatore del Sacro Romano Impero e re di Sicilia, che era stato scomunicato per non aver mantenuto il suo voto di farsi crociato. Federico giustificò la mancata partenza dichiarandosi malato, ma, poiché le accuse del papa non si limitavano al solo mancato adempimento del voto, le trattative fallirono. Tommaso tuttavia stabilì un buon rapporto con Federico e con molti dei suoi più stretti alleati, come Ermanno di Salza, Berardo da Palermo, Giacomo da Capua e Pier della Vigna.
Nel novembre del 1229 si aprirono ad Aquino le trattative per porre fine alla guerra scoppiata tra papa e imperatore. I principali negoziatori papali furono Tommaso stesso e il cardinale Jean Halgrin d'Abbeville. I dettagli delle trattative sono conservati nelle lettere e nei registri scritti da Tommaso. Il 28 agosto 1230, a Ceprano, Tommaso e Jean liberarono Federico II dalla scomunica. Il 20 luglio viene firmato il trattato di San Germano.
Tra l'ottobre 1232 e l'aprile 1233 Tommaso e il cardinale Rainaldo di Ostia mediarono in una disputa tra le città di Roma e Viterbo. Nel febbraio 1235 fece parte di un gruppo di cardinali riunitisi a Viterbo per mediare tra Bologna e una lega di città capeggiata da Modena. Nel 1236, quando i rapporti tra Gregorio IX e Federico II si erano nuovamente inaspriti, Tommaso scrisse ad Ermanno di Salza e all'imperatore esortandoli a mantenere la pace e a riportare alla calma i loro partigiani a Roma. A novembre Gregorio inviò Tommaso e Rainaldo in Italia settentrionale come legati pontifici, in sostituzione di Giacomo da Palestrina, che era schierato su posizioni eccessivamente antimperiali.
A Bologna Tommaso e Rainaldo intervennero per garantire che i prigionieri di guerra ricevessero un trattamento adeguato. A Vercelli mediarono in una lite tra il vescovo e il governo municipale. Nel maggio 1237 furono nuovamente mediatori nelle trattative tra Federico II e la Lega Lombarda a Mantova e poi a Brescia. Vi erano presenti anche Ermanno di Salza e Pier della Vigna. I legati proposero di sciogliere la lega ma di non punire le città che ne facevano parte. I rapporti che inviarono al papa descrivevano in dettaglio gli orrori della guerra. In luglio le trattative furono spostate a Fiorenzuola d'Arda. A ottobre le trattative si interruppero definitivamente e Tommaso e Rainaldo tornarono a Roma. Nel 1239 Tommaso ancora si batteva all'interno del collegio cardinalizio affinché i negoziati riprendessero.
Nel marzo 1239 Gregorio IX scomunicò nuovamente Federico II. L'imperatore ordinò a tutti i suoi sudditi, ad eccezione di Tommaso da Capua, di lasciare Roma. Tommaso trascorse i suoi ultimi due anni nel suo ruolo di giudice delegato. Morì ad Anagni nell'agosto del 1239. Secondo Riccardo di San Germano, il giorno era il 18 o il 19 agosto, ma una necrologia dell'abbazia di Montecassino lo pone al 22 agosto. Alfonso Ciacconio accettò la data del 22 agosto, ma ne pose la morte nel 1243.

## Opere

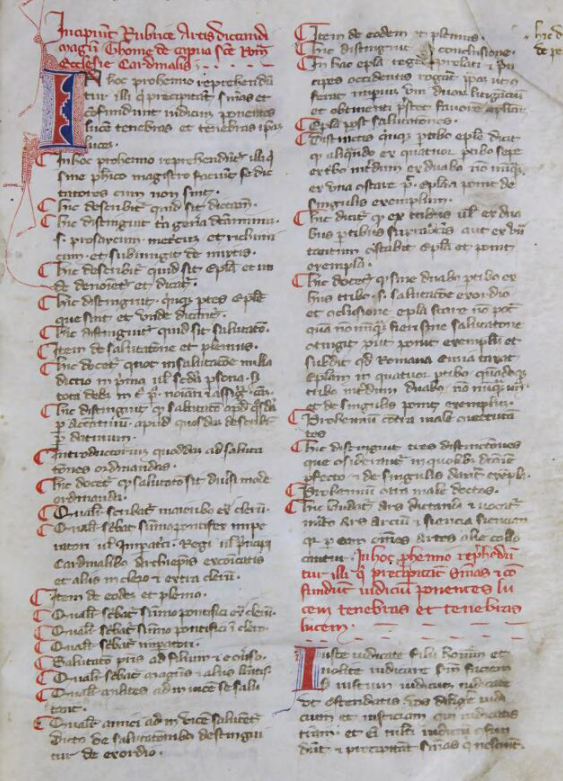
Prima pagina di una copia francese del XIV secolo dellArs dictandi di Tommaso da Capua

Tommaso ha lasciato una varietà di scritti in latino. È noto per aver composto inni, antifone e sequenze dedicate a Francesco d'Assisi e a Maria, madre di Gesù. Scrisse anche un distico satirico su Roma. Compose due trattati sulla scrittura nella tradizione dell'Ars dictandi. La sua Forme romane curie super casibus penitentie, scritta nel 1219, fu il primo formulario sistematico della Penitenzieria Apostolica. È una preziosa raccolta di penitenze papali imposte, dispense concesse e sentenze emesse. L'Ars dictandi, iniziata prima del 1216 e terminata dopo il 1220, descrive la forma e lo stile adeguati alla Cancelleria pontificia. Tra le sue fonti vi erano le Rationes dictandi di Ugo da Bologna e la Summa dictaminis di Guido Fava.
Si conservano circa 700 lettere scritte da Tommaso. Sono notevoli per l'eccellente stile latino e per il loro valore come fonte storica per il conflitto tra chiesa e impero. Sono perlopiù lettere e comunicati ufficiali, ma c'è anche della corrispondenza privata. L'Ars dictandi e 623 delle lettere furono riunite in un'unica raccolta, la Summa dictaminis Thome Capuani, che sopravvive in 65 manoscritti. Comprende anche alcune lettere dei papi Alessandro IV, Urbano IV e Clemente IV e del vice cancelliere pontificio cardinale Giordano Pironti. La Summa non fu compilata da Tommaso, ma fu probabilmente messa insieme almeno in una bozza da Giordano nel 1268-1269. Le lettere sono suddivise per argomento in dieci libri con indici. Occasionalmente, i nomi propri sono stati cancellati per meglio conformarsi al suo ruolo di formulario. Molte delle lettere della Summa insieme a diverse altre si trovano in altre 32 raccolte di lettere. Queste raccolte in genere non omettono i nomi propri. Né la Summa né nessuna di queste altre raccolte ha avuto un'edizione critica moderna.
Gregorio, abate della Santissima Trinità in Monte Sacro nel Gargano, dedicò a Tommaso la poesia De hominum deificatione.